# Consell Internacional de Museus
El Consell Internacional de Museus (en anglès International Council of Museums, sovint abreujat ICOM) és una organització no governamental i sense ànim de lucre creada el 1946, que treballa a nivell internacional i aglutina institucions de caràcter museístic i professionals d'aquest camp. Té com a objectiu principal la conservació, el manteniment i la difusió del patrimoni cultural i natural de la humanitat, present i futur, tangible i intangible. Es finança principalment amb les quotes d'afiliació dels seus socis i amb el suport de diversos organismes governamentals, entre altres institucions. Manté relacions formals amb UNESCO i executa part del seu programa per a museus. Tant les oficines centrals de l'ICOM, com el centre d'informació per a museus de la UNESCO, tenen base a París. L'ICOM gestiona els drets d'explotació del domini d'internet .museum, un domini de nivell superior. Els socis membres de l'ICOM tenen accés gratuït o reduït als museus adherits i reben uns butlletins amb notícies relacionades amb el món dels museus.
L'ICOM compta amb comitès internacionals que se centren en determinats tipus de museus (per exemple, museus d'art, museus militars, museus de transport, museus etnogràfics) i els comitès nacionals que representen tots els països membres. Els comitès internacionals es reuneixen anualment, igual que el comitè executiu, mentre que la conferència general de l'ICOM se celebra cada tres anys. La primera reunió es va celebrar a París el 1948.

## Funcions i activitats
L'ICOM actua a vegades com a òrgan consultiu del Consell Econòmic i Social de les Nacions Unides. La seva principal funció és la d'estudiar i donar resposta als problemes que afecten la professió museística, així com apropar les institucions museístiques al públic en general i difondre el coneixement entre la humanitat.
A més, aquesta organització elabora un codi ètic o codi deontològic per a tots els professionals del ram, així com unes pautes per a la creació i bon funcionament dels museus avui en dia. L'actual codi deontològic va ser aprovat unànimement en la 15a Assemblea General de l'ICOM, celebrada a Buenos Aires el 4 de novembre del 1986. Posteriorment es va modificar a l'Assemblea General de Barcelona el 6 de juliol del 2001 i, finalment, va ser actualitzat una vegada més en la 21a Assemblea General celebrada a Seül el 8 d'octubre de 2004.
Una altra de les activitats de les quals s'encarrega l'ICOM és donar una sèrie de pautes per al reciclatge i l'actualització dels professionals dels museus, per tal que siguin capaços d'adaptar-se a noves necessitats. També és la impulsora del Dia Internacional dels Museus, creat a la dotzena Assemblea General celebrada a Moscou el 28 de maig de 1977, i que se celebra el 18 de maig de cada any.
Una de les tasques que l'ICOM porta a terme és la lluita contra el tràfic il·lícit de béns culturals. Els membres d'aquesta organització tenen un paper actiu en aquest sentit i proposen tant mesures preventives, com a mesures de control i iniciatives per aconseguir l'erradicació del tràfic il·legal de patrimoni cultural.
En els últims temps l'ICOM ha començat a donar suport especialment als professionals de museus en circumstàncies de conflicte armat o desastre natural i ha creat una sèrie de programes de conscienciació social a la recerca de suports governamentals per reduir els danys provocats per aquestes situacions, i salvar el patrimoni cultural i natural mitjançant mesures preventives i polítiques d'intervenció ràpida.

## Estructura

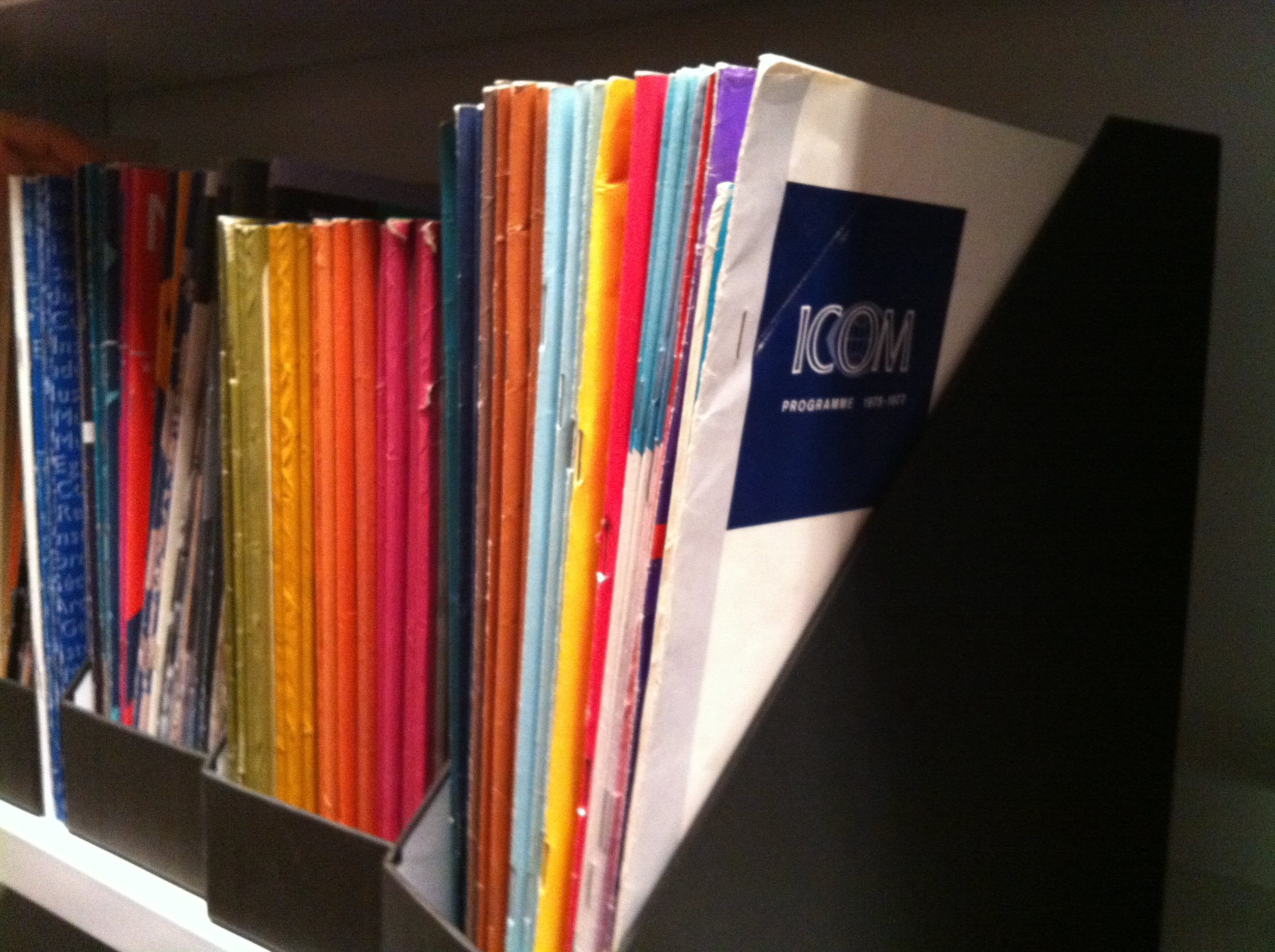
Publicacions de l'ICOM, a la biblioteca del Centre de Documentació i Museu Tèxtil de Terrassa.

L'Assemblea General de Membres és l'òrgan suprem de l'ICOM. Tot i això, delega al Consell Executiu la Gestió de l'Organització i aquest, al seu torn, es recolza en els informes elaborats pel Comitè Consultiu. Així mateix, per poder gestionar millor l'organització, existeixen 30 comitès Internacionals i 118 comitès Nacionals, dels quals alguns se subdivideixen en comitès regionals per millorar la seva efectivitat. A més, ICOM està afiliat amb 17 associacions internacionals, entre els quals destaquen la UNESCO, la Interpol o l'ICCROM.

### L'Assemblea General i la Conferència General
L'Assemblea General és l'òrgan suprem de govern de l'ICOM. Se celebra cada tres anys i poden participar tots els membres de l'associació. S'hi s'aproven les activitats a realitzar i les línies d'actuació a seguir per l'organització durant els següents tres anys i es tria als membres del Consell Executiu.
La Conferència General reuneix tots els membres de l'organització i s'hi estudien els resultats de les activitats de l'ICOM en els tres anys anteriors i s'elabora un esborrany del programa per al següent trienni. Les resolucions assolides durant la conferència són presentades a l'Assemblea General.
| Any  | Ciutat                    | Dates         | Tema |
| ---- | ------------------------- | ------------- | --- |
| 1948 | París                     | 28/06 - 03/07 | Primera Conferència General |
| 1950 | Londres                   | 17/07 - 22/07 | Intercanvi de col·leccions i el personal de conservació; inventari dels instruments científics, museus i l'educació; els problemes dels professionals de la formació |
| 1953 | Gènova, Milà i Bèrgam     | 06/07 - 12/07 | Els problemes dels museus als afores; els problemes dels museus en àrees subdesenvolupades; l'arquitectura dels museus i els museus en la moderna planificació urbana |
| 1956 | Basilea, Ginebra i Zurich | 02/07 - 09/07 | El museu a la nostra època; el museu d'història natural en el món modern; el problema dels museus d'història en el nostre temps; la planificació i organització del museu tècnic modern; la Torre de Babel                                                                                           |
| 1959 | Estocolm                  | 01/07 - 08/07 | Museus com miralls: les seves potencialitats i limitacions |
| 1962 | La Haia                   | 04/07 - 11/07 | Precaucions contra el robatori d'obres d'art; la conservació de béns culturals; el paper de la història i dels museus populars en un món canviant; les observacions de la professió museística; els objectius del museu: els centres de recerca o sala d'exposicions?; El paper educatiu dels museus |
| 1965 | Nova York                 | 22/09 - 03/10 | Formació del personal de museus |
| 1968 | Colònia i Múnic           | 27/07 - 09/08 | Museu i investigació |
| 1971 | París i Grenoble          | 29/08 - 10/09 | El museu al servei de l'home, avui i demà: el paper educatiu i cultural del museu |
| 1974 | Copenhaguen               | 03/06 - 14/06 | El Museu i el món modern |
| 1977 | Moscou                    | 23/05 - 29/05 | Museus i intercanvis culturals |
| 1980 | Ciutat de Mèxic           | 25/10 - 04/11 | El patrimoni mundial - les responsabilitats del museu |
| 1983 | Londres                   | 24/07 - 02/08 | Museus per a un món en desenvolupament |
| 1986 | Buenos Aires              | 26/10 - 04/11 | Museus i el futur del nostre patrimoni: trucada d'emergència |
| 1989 | La Haia                   | 27/08 - 06/09 | Museus: Generadors de Cultura |
| 1992 | Ciutat de Quebec          | 19/09 - 26/09 | Museus: repensar els límits? |
| 1995 | Stavanger                 | 02/07 - 07/07 | Museus i comunitats |
| 1998 | Melbourne                 | 09/10 - 16/10 | Museus i diversitat cultural: cultures antigues, nous mons |
| 2001 | Barcelona                 | 01/07 - 06/07 | Gestió del canvi: els museus s'enfronten a reptes econòmics i socials |
| 2004 | Seül                      | 02/10 - 04/10 | Museus i Patrimoni Immaterial |
| 2007 | Viena                     | 19/08 - 24/08 | Museus i Patrimoni Universal |
| 2010 | Xangai                    | 07/11 - 12/11 | Museus per l'harmonia social |

### Consell Executiu
És l'òrgan de govern de l'ICOM. Està compost per 16 membres que són elegits per un període de tres anys. Com a norma general es reuneix dues vegades l'any i la seva comesa és implantar les resolucions acordades pel conjunt de membres durant les assemblees generals. Quan és necessari, coordina i col·labora amb els comitès nacionals i internacionals i dona suport a les organitzacions afiliades.
Les persones que ocupen els càrrecs més rellevants del Consell Executiu des del 2010 són: 
- Presidència: Dr. Hans Martin Hinz (Alemanya)
- Vicepresidència: George Okello Abungu (Kenya)
- Vicepresidència: Tereza C. Moletta Scheiner (Brasil)

#### Presidents

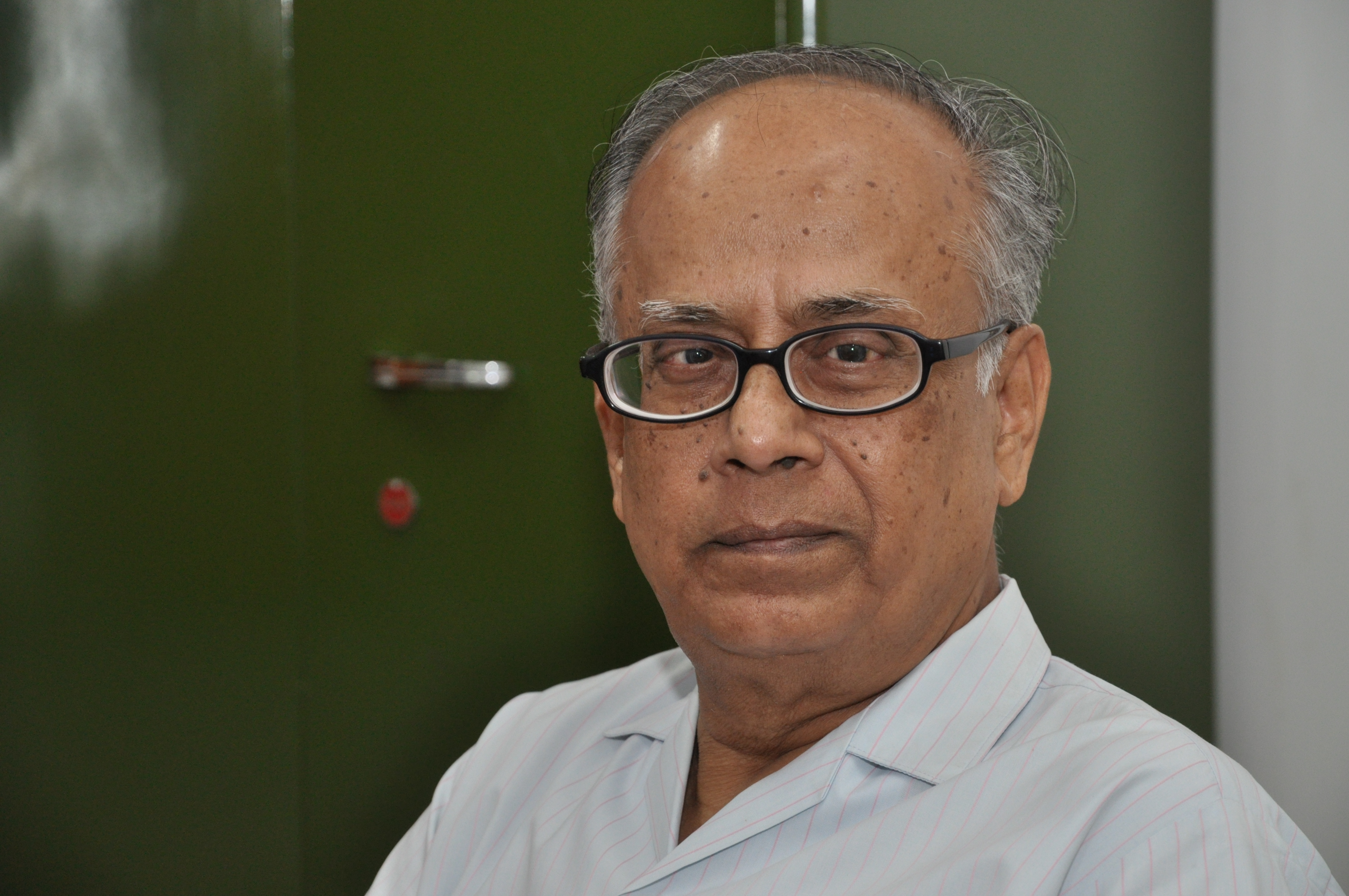
Saroj Ghose va presidir l'entitat entre 1992 i 1998.

| No. | Període     | Nom                 | País           |
| --- | ----------- | ------------------- | -------------- |
| 1   | 1946 – 1953 | Chauncey Hamlin     | Estats Units   |
| 2   | 1953 – 1959 | Georges Salles      | França         |
| 3   | 1959 – 1965 | Philip Hendy        | Regne Unit     |
| 4   | 1965 – 1971 | Arthur van Schendel | Països Baixos  |
| 5   | 1971 – 1977 | Jan Jelínek         | Txecoslovàquia |
| 6   | 1977 – 1983 | Hubert Landais      | França         |
| 7   | 1983 – 1989 | Geoffrey Lewis      | Regne Unit     |
| 8   | 1989 – 1992 | Alpha Oumar Konaré  | Mali           |
| 9   | 1992 – 1998 | Saroj Ghose         | Índia          |
| 10  | 1998 – 2004 | Jacques Perot       | França         |
| 11  | 2004 – 2010 | Alissandra Cummins  | Barbados       |
| 12  | 2010 -      | Hans-Martin Hinz    | Alemanya       |

### Comitè Consultiu
Està compost pels presidents dels comitès nacionals i internacionals així com de les organitzacions afiliades a l'ICOM. Es reuneix un cop l'any, estudia tots els assumptes relatius al funcionament intern de l'organització i comenta l'estat de l'entitat al Consell Executiu.

### Comitès Internacionals
Hi ha 30 Comitès Internacionals, llistats a continuació.
| No. | Acrònim  | Nom                                                                            | Descripció |
| --- | -------- | ------------------------------------------------------------------------------ | --- |
| 1   | AVICOM   | Comitè Internacional de Mitjans Audiovisuals i noves tecnologies d'imatge i so | AVICOM es compon de dos grups de treball. El primer està dedicat a la imatge fixa, que intenta recopilar informació per crear un directori temàtic d'art i fotografia de museus i centres culturals d'arreu del món. El segon grup està dedicat a la imatge en moviment, abasant diversos aspectes, com el cinema, el vídeo i Internet. Organitza el Festival Internacional Audiovisual sobre els Museus i del Patrimoni (Festival Audiovisuel International "Musée et Patrimoine", FAIMP, en francès). |
| 2   | CAMOC    | Comitè Internacional de Col·leccions de Museus i Activitats de les Ciutats     | És un fòrum per als professionals dels museus específics de ciutats, amb l'objectiu d'estimular el diàleg i la cooperació entre museus. |
| 3   | CECA     | Comitè Internacional per l'educació i l'acció Cultural                         | Inclou a aquells professionals de l'àmbit museístic vinculats amb l'educació. Es tracten tots els nivells educatius, des de la investigació, passant per la interpretació, fins als mitjans de comunicació. El seu objectiu és intercanviar informació i idees sobre educació als museus a nivell internacional, intentant garantir que l'educació sigui una part de la política del museu. |
| 4   | CIDOC    | Comitè Internacional de Documentació                                           | CIDOC (Committee on Documentation of the International Council of Museums, en anglès) se centra en els requisits de documentació i les normes dels museus, arxius, i altres organitzacions similars. Compta amb més de 750 membres en 60 països. El CIDOC ha definit un model de referència conceptual, també conegut com el CIDOC CRM, que proporciona una ontologia per gestionar d'una manera formal i extensible la informació sobre el patrimoni cultural. Actualment és una sistema de normalització itnernacional estandarditzat, conegut com a sistema ISO (ISO 21127).                                               |
| 5   | CIMAM    | Comitè Internacional per a Museus i Col·leccions d'Art Modern                  | Comitè per discutir aspectes relacionats amb la recollida i exposició d'obres d'art modern i contemporani. Està formada bàsicament per directors i curadors de museus d'art modern i contemporani. |
| 6   | CIMCIM   | Comitè Internacional per a Museus i Col·leccions de Instruments Musicals       | Promou i organitza activitats professionals relacionades amb els instruments musicals. Han creat un Directori Internacional de Col·leccions d'Instruments Musicals. |
| 7   | CIMUSET  | Comitè Internacional per a Museus i Col·leccions de Ciència i Tecnologia       | Format per professionals dels museus dels camps de la ciència i la tecnologia. Intenta popularitzar i promoure la ciència i la tecnologia especialment entre els més joves. |
| 8   | CIPEG    | Comissió Internacional d'Egiptologia                                           | Regulen i promouen la col·laboració en l'àmbit de l'estudi, preservació i presentació de col·leccions egípcies, col·laborant amb l'Associació Internacional d'Egiptòlegs. |
| 9   | COMCOL   | Comitè Internacional de Col·leccions                                           | Té com a objectiu aprofundir les discussions i compartir coneixements en la pràctica, la teoria i l'ètica de la recollida i el desenvolupament de col·leccions. |
| 10  | COSTUME  | Comitè Internacional de Museus i Col·leccions de Moda i Costura                | Comitè per a professionals dels museus relacionats amb la roba. Promou compartir experiències realitzades en diversos camps, com la investigació, exposicions, conservació, tècniques d'emmagatzematge, entre d'altres. |
| 11  | DEMHIST  | Comitè Internacional per les Cases-Museus                                      | Promou el debat sobre els millores sistemes de conservació i gestió de cases-museus i de cases històriques. Intenta crear un sistema de classificació metodològica dels diferents tipus de casa-museu, per tipificar l'estudi d'aquestes. |
| 12  | GLASS    | Comitè internacional pels museus i col·leccions de Vidre                       | Comitè obert als curadors i conservadors de vidre de tot el món. Promou sistemes de recerca i manteniment de recipients de vidre i de finestres d'arreu del món. |
| 13  | ICAMT    | Comitè internacional per l'arquitectura i les tècniques museogràfiques         | Promou l'intercanvi de coneixements sobre la planificació, construcció, programació i producció i disseny d'exposicions, comentant des dels materials de construcció d'exposicions fins a aspectes interpretatius. |
| 14  | ICDAD    | Comitè Internacional de les Arts decoratives i Disseny                         | Comitè interessat la gestió d'interiors històrics i de col·leccions d'art aplicat i disseny contemporani. |
| 15  | ICEE     | Comissió Internacional d'Intercanvi d'Exposicions                              | Comitè per compartir experiències relacionades amb la creació, disseny i gestió d'exposicions, siguin temporals o permanents. |
| 16  | ICFA     | Comitè internacional pels museus i col·leccions de Belles Arts                 | International Committee for Museums and Collections of Fine Arts, en anglès, agrupa a professionals especialitzats en grans mestres i pintura del segle xix. També gestionen el tràfic il·legal d'obres d'art. |
| 17  | ICLM     | Comitè Internacional per l'Arquitectura i pels Museus Tècnics                  | El seu principal objectiu és el desenvolupament d'activitats com ara la recerca, publicacions, exposicions i l'educació literària dels museus històrics, biogràfics i de compositors. |
| 18  | ICMAH    | Comitè Internacional per a Museus i Col·leccions d'Arqueologia i Història      | Els museus mostren la relació entre l'home i la societat i el medi on viu. L'ICMAH gestiona processos interpretatius per desenvolupar diversos mètodes de recerca, en un marc multidisciplinari, considerant l'arqueologia un aspecte essencial en les investigacions històriques. També publica un butlletí informatiu. |
| 19  | ICME     | Comitè Internacional de Museus i Col·leccions d'Etnografia                     | Gestiona i afronta els desafiaments a què s'enfronten els museus etnogràfics en un món canviant. |
| 20  | ICMS     | Comissió Internacional per la Seguretat dels Museus                            | Inclou a especialistes en diversos sectors, com la protecció contra incendis o la prevenció de catàstrofes. Intenta difondre aspectes específics a aquests especialistes pel que fa a la gestió específica amb obres d'art, proporcionant educació, formació i assistència i protegir a les persones i els béns culturals de robatoris, vandalisme o incendis. Cada any se celebra una fira comercial a Washington DC, en relació amb la Conferència Nacional dels EUA sobre seguretat als Museus. |
| 21  | ICOFOM   | Comitè Internacional per a la Museologia                                       | És un fòrum per debatre tot allò que concerneix a la museologia, en el seu sentit més ampli, referint-se a l'aproximació teòrica a qualsevol activitat en relació amb la conservació, interpretació i comunicació de patrimoni. |
| 22  | ICOM-CC  | Comitè Internacional per a la Conservació                                      | ICOM-CC (Committee for Conservation of the International Council of Museums, en anglès) és el més gran dels Comitès Internacionals de l'ICOM, amb més de 1.500 membres a tot el món, de totes les branques de la professió de museus i conservació. ICOM-CC té com a objectiu promoure la conservació, investigació i anàlisi de treballs cultural i històricament importants, així com promoure els objectius de conservació de la professió. ICOM-CC es construeix des de la figura d'un especialista fins als grups de treball, i es comunica amb els seus membres a través de butlletins, reunions i el congrés Triennal. |
| 23  | ICOMAM   | Comissió Internacional de Museus d'Armes i d'Història Militar                  | Comitè amb l'objectiu de fomentar l'estudi de les armes, armadures, artilleria, fortificacions, uniformes, banderes i medalles. És l'única organització internacional d'aquest tipus que tracti en detall aquest àmbit concret a nivell museològic. Celebra congressos triennals i organitza el Premi triennal de Justus Lipsius de recerca, per estudis destacats publicats en el camp. Intenta explorar tant el desenvolupament tècnic i de les repercussions que ha tingut en la política nacional i internacional i l'economia, la societat i l'art.                                                                      |
| 24  | ICOMON   | Comitè Internacional per Museus bancaris i col·leccions monetàries             | Creat pels museus de numismàtica i pels museus d'institucions financeres i econòmiques o empreses. Es dedica exclusivament als problemes museològics dels seus membres, debatent diversos aspectes relatius a l'adquisició i conservació d'objectes, creació de projectes educatius, establiment de qüestions conceptuals, entre altres aspcetes. |
| 25  | ICLM     | Comitè Internacional per Museus Literàris                                      | El seu objectiu és promoure activitas museístiques relacionades amb la literatura, com ara recerca, publicacions, exposicions i creació de projectes educatius. |
| 26  | ICMEMO   | Comitè Internacional per Museus en Memòria de Víctimes de Delictes Públics     | Creat el juliol de 2001, el seu objectiu és fomentar una memòria responsable de la història, promovent la cooperació cultural a través de l'educació i mitjançant l'ús del coneixement en nom de la pau, objectiu compartit per la UNESCO, recordant a les víctimes d'Estat. Aquest tipus de museus se solen situar als llocs històrics originals o a llocs commemoratius. |
| 27  | ICR      | Comissió Internacional de Museus Regionals                                     | Els museus regionals són els museus més nombrosos. Aquest comitè intenta repensar el paper d'aquests museus en el marc de la seva comunitat. |
| 28  | ICTOP    | Comitè Internacional per a la formació del personal                            | Fundat el 1968, intenta promoure la formació i el desenvolupament professional de les persones vinculades a l'àmbit museístic. Guia Internacional del Museu de la formació, i l'organització de reunions anuals i conferències. ICTOP també actua com un assessor per a l'establiment de plans d'estudis per a la formació de personal. |
| 29  | INTERCOM | Comitè Internacional per a la Gestió                                           | L'objectiu principal d'aquest comitè són els aspectes administratius, com la formulació de polítiques, creació de legislació i gestió dels recursos limitats, així com vetllar per l'aplicació del Codi d'Ètica Professional. |
| 30  | MPR      | Comitè Internacional de Màrqueting i Relacions Públiques als museus            | Creat per desenvolupar una bona comunicació, creant xarxes professionals entre col·legues. Quan és necessari, actua com a assessor de l'ICOM. |
| 31  | NATHIST  | Comitè Internacional per a Museus i Col·leccions de Recursos Naturals          | Assegura l'estudi científic del patrimoni natural del món i l'educació del públic mitjançant exposicions, conferències i excursions, entre altres iniciatives. |
| 32  | UMAC     | Comitè Internacional per a Museus i Col·leccions universitàries                | Fòrum per als professionals de museus universitaris. Debat el paper d'institucions museístiques en escoles d'educació superior. |

## Seu oficial
El Consell Internacional de Museus té la seu oficial a París (França), concretament es troba integrada en el mateix edifici que la UNESCO, organització amb la qual manté una estreta col·laboració. La seu de l'ICOM es compon de dues parts principals: la Secretaria General de l'ICOM (en anglès:ICOM Secretariat) i el Centre d'Informació UNESCO-ICOM (en anglès: UNESCO-ICOM Information Centre).

### La Secretaria General de l'ICOM
La Secretaria General de l'ICOM s'encarrega de posar en marxa les decisions del Consell Executiu, així com de coordinar les diferents activitats que realitzen els diferents comitès, organitzar les assemblees dels òrgans directius i subministrar i coordinar els diferents serveis que es proporcionen a tots els membres de l'organització.

### El Centre d'Informació UNESCO-ICOM
El Centre d'Informació UNESCO-ICOM, que també es troba a l'edifici de la UNESCO, al costat de les oficines de l'ICOM, s'encarrega d'emmagatzemar i custodiar tots els documents relatius al mateix ICOM i la seva història, així com documentació provinent dels diferents comitès internacionals, nacionals i regionals que componen la seva estructura interna. També conserva documentació d'altres organitzacions afiliades i totes les publicacions de la UNESCO que fan referència a l'herència i el patrimoni cultural de la humanitat. Tots els fons que es conserven al Centre d'Informació estan disponibles per a la consulta per tots els membres de l'ICOM i també del personal de la UNESCO i són actualitzats i indexats amb regularitat.